# Puchar Narodów Afryki 2021 (kwalifikacje)/Grupa G
Grupa G jest jedną z dwunastu grup eliminacji do turnieju o Puchar Narodów Afryki 2021. Składa się z czterech niżej wymienionych reprezentacji:
- Egipt
- Kenia
- Togo
- Komory

Każda drużyna rozegra z każdym z pozostałych rywali dwa mecze, jeden na własnym stadionie, drugi na stadionie rywala. Mecze rozgrywane będą od listopada 2019 roku do września 2020. Dwa najlepsze zespoły w grupie uzyskają awans do turnieju finałowego.
Z powodu pandemii COVID-19 wszystkie mecze kolejek numer 3 i 4 (zaplanowane na marzec 2020), a także numer 5 (zaplanowane na czerwiec 2020) zostały odwołane, bez podania nowej daty ich rozegrania.
30 czerwca 2020 roku CAF ogłosił przesunięcie rozegrania turnieju głównego ze stycznia 2021 na styczeń 2022. 19 sierpnia 2020 roku zapadła decyzja o nowych terminach meczów eliminacyjnych: kolejki numer 3 i 4 mają zostać rozegrane w dniach 9-17 listopada 2020, a kolejki 5 i 6 22-30 marca 2021. 

## Tabela
| Msc. | Zespół | M | W | R | P | Br+ | Br- | +/- | Pkt |
| ---- | ------ | - | - | - | - | --- | --- | --- | --- |
| 1    | Egipt  | 6 | 3 | 3 | 0 | 10  | 3   | +7  | 12  |
| 2    | Komory | 6 | 2 | 3 | 1 | 4   | 6   | -2  | 9   |
| 3    | Kenia  | 6 | 1 | 4 | 1 | 7   | 7   | 0   | 7   |
| 4    | Togo   | 6 | 0 | 2 | 4 | 3   | 8   | -5  | 2   |

|        | Egipt | Komory | Kenia | Togo |
| ------ | ----- | ------ | ----- | ---- |
| Egipt  | X     | 4:0    | 1:1   | 1:0  |
| Komory | 0:0   | X      | 2:1   | 0:0  |
| Kenia  | 1:1   | 1:1    | X     | 1:1  |
| Togo   | 1:3   | 0:1    | 1:2   | X    |

## Wyniki

### Kolejka 1
| 14 listopada 2019 17:00 CET | Togo | 0:1(0:1)Raport | Komory · 51' Selemani | Stade de Kégué, Lomé Sędzia: Jean-Jacques Ndala Ngambo |
|                             |      |                |                       |                                                        |

| 14 listopada 2019 17:00 CET | Egipt · Kahraba 42' | 1:1(1:0)Raport | Kenia · 67' Olunga | Stadion Borg El Arab, Aleksandria Sędzia: Sidi Alioum |
|                             |                     |                |                    |                                                       |

### Kolejka 2
| 18 listopada 2019 15:00 CET | Komory | 0:0(0:0)Raport | Egipt | Stade omnisports de Malouzini, Moroni Sędzia: Bienvenu Sinko |
|                             |        |                |       |                                                              |

| 18 listopada 2019 18:00 CET | Kenia · Omolo 35' | 1:1(1:0)Raport | Togo · 64' Ouro-Sama | Moi International Sports Centre, Kasarani Sędzia: Alhadi Allaou Mahamat |
|                             |                   |                |                      |                                                                         |

### Kolejka 3
| 11 listopada 2020 17:00 CET | Kenia · Juma 65' | 1:1(0:1)Raport | Komory · M’Changama 26' | Moi International Sports Centre, Kasarani Sędzia: Mutaz Ibrahim |
|                             |                  |                |                         |                                                                 |

| 14 listopada 2020 20:00 CET | Egipt · Hamdy 53' | 1:0(0:0)Raport | Togo | Stadion Międzynarodowy, Kair Sędzia: Louis Hakizimana |
|                             |                   |                |      |                                                       |

### Kolejka 4
| 15 listopada 2020 17:00 CET | Komory · Ben Nabouhane 21' · Mattoir 49' | 2:1(1:1)Raport | Kenia · Nyakeya 35' | Stade omnisports de Malouzini, Moroni Sędzia: Bamlak Tessema Weyesa |
|                             |                                          |                |                     |                                                                     |

| 17 listopada 2020 17:00 CET | Togo · Doke 90+3' | 1:3(0:2)Raport | Egipt · Afsha 18' · Sherif 32' · Trézéguet 52' | Stade de Kégué, Lomé Sędzia: Issa Sy |
|                             |                   |                |                                                |                                      |

### Kolejka 5
| 25 marca 2021 14:00 CET | Komory | 0:0(0:0)Raport | Togo | Stade omnisports de Malouzini, Moroni Sędzia: Mashood Ssali |
|                         |        |                |      |                                                             |

| 25 marca 2021 17:00 CET | Kenia · Abdallah 65' | 1:1(0:1)Raport | Egipt · Afsha 2' | Nyayo National Stadium, Nairobi Sędzia: Thando Ndzandzeka |
|                         |                      |                |                  |                                                           |

### Kolejka 6
| 29 marca 2021 18:00 CET | Egipt · Elneny 15' · Sherif 17' · Salah 21', 25' | 4:0(4:0)Raport | Komory | Stadion Międzynarodowy, Kair Sędzia: Boubou Traore |
|                         |                                                  |                |        |                                                    |

| 29 marca 2021 18:00 CET | Togo · Eninful 90+5' | 1:2(0:1)Raport | Kenia · Abdallah 32' · M. Juma 66' (k.) | Stade de Kégué, Lomé Sędzia: Raymond Coker |
|                         |                      |                |                                         |                                            |

## Strzelcy
2 gol
- Afsha
- Mohamed Salah
- Mohamed Sherif
- Hassan Abdallah
- Masoud Juma

1 gol
- El Fardou Ben Nabouhane
- Youssouf M’Changama
- Faiz Mattoir
- Faïz Selemani
- Mohamed Elneny
- Mahmoud Hamdy
- Kahraba
- Trézéguet
- Cliff Nyakeya
- Michael Olunga
- Johanna Omolo
- Josué Doke
- Henri Eninful
- Hakim Ouro-Sama